# Akira Ifukube
Akira Ifukube (伊福部 昭 Ifukube Akira: Kushiro, 31 de mayo de 1914 - Tokio, 8 de febrero del 2006) fue un compositor japonés de música clásica y cinematográfica; en el segundo campo, sus obras más conocidas son aquellas que compuso para la serie de películas de Godzilla, de la casa productora japonesa Tōhō.

## Biografía
Akira Ifukube nació el 31 de mayo de 1914 en Kushiro, localidad en la isla japonesa de Hokkaidō. Fue el tercer hijo de un monje japonés Shinto. La mayor parte de su niñez la pasó entre población japonesa y grupos étnicos de los Ainu, contando con que su padre llevaba buenas relaciones con estos últimos. Ifukube estuvo fuertemente influenciado por las tradiciones musicales de las dos culturas y estudiaba el violín y el shamisen. Su primer encuentro con la música clásica ocurrió cuando estudiaba en la escuela secundaria de Sapporo, la capital de Hokkaidō. Pero tomó la decisión de ser compositor después de haber escuchado en una emisión de radio el ballet La consagración de la primavera, de Ígor Stravinski
Posteriormente, Ifukube estudió silvicultura en la Universidad de Hokkaidō y componía en sus ratos libres. Ifukube pertenece a la línea de compositores autodidactas como Tōru Takemitsu y Takashi Yoshimatsu. Su primera pieza es una composición para piano: Piano Suite (después el título se cambió a Suite Japonesa, arreglada para orquesta). Esta pieza está dedicada al pianista George Copeland que vivía en España. Atsushi Miura, musicólogo y amigo de la universidad de Ifukube, envió una carta de admiración a Copeland. Copeland respondió "Es maravilloso que escuches mi disco a pesar de vivir en Japón, en el lado opuesto de la tierra. Imagino que serás compositor de música; mándame algunas piezas para piano". Entonces Miura, que no era compositor, le mandó la pieza de Ifukube. Copeland prometió interpretarla, pero la correspondencia fue interrumpida desgraciadamente por la guerra civil española.
Su gran debut fue en 1935, cuando su primera pieza orquestal, la Rapsodia Japonesa, ganó el primer premio en el Concurso Internacional para jóvenes compositores, promovido por Aleksandr Cherepnín. Los jueces en el concurso fueron Albert Roussel, Jacques Ibert, Arthur Honegger, Alexandre Tansman, Tibor Harsanyi, Pierre-Octave Ferroud, and Henri Gil-Marchex, y fueron unánimes al otorgarle el primer premio. Al año siguiente, Ifukube estudió composición moderna al estilo Occidental mientas que Cherepnín visitaba Japón. Gracias a su ayuda, en 1938 su Suite para piano obtuvo una mención honorífica en el Festival I.C.S.M. festival en Venecia. Al final de los años 30 su música, especialmente la Rapsodia japonesa, fue presentada en Europa varias ocasiones.
Tras haber terminado la universidad, trabajó como silvicultor oficial y maderero. Hacia el final de la Segunda Guerra Mundial fue requerido por el Ejército Imperial Japonés para estudiar la elasticidad y la fuerza de la madera. Durante este periodo sufrió una irradiación después de haber utilizado los rayos-X sin protección. Como consecuencia, al regresar prematuramente de la guerra, tuvo que dejar su empleo como silvicultor y se dedicó a ser maestro profesional de composición. Ifukube pasó algún tiempo en el hospital debido a la exposición a los Rayos-X, y uno de esos días se sorprendió al escuchar una de sus marchas en la radio, cuando el general estadounidense Douglas MacArthur llegó para formalizar la capitulación japonesa.
Desde 1946 hasta 1953, enseñó composición en el Colegio de Arte de la Universidad Nihon, y es durante ese periodo que compuso su primera banda sonora para la película El fin de las montañas de plata, dada a luz en 1947. Durante los siguientes 50 años, compondría más de 250 bandas sonoras, entre las cuales se encuentra aquella para la película de Ishiro Honda, Godzilla. Ifukube fue también el creador del rugido del monstruo (Se producía frotando un guante de cuero cubierto de resina sobre las cuerdas sueltas de un contrabajo) y de sus pasos (Se creaban golpeando un amplificador).
A pesar de su éxito financiero como compositor de bandas sonoras, el amor verdadero de Ifukube era su trabajo como compositor clásico. En 1974, regresó a enseñar al Colegio Musical de Tokio, convirtiéndose en presidente al año siguiente, y no fue hasta 1987 que se retiró, pero solamente para convertirse en director del departamento de etnomusicología del colegio. Ifukube entrenó a la siguiente generación de compositores como Toshiro Mayuzumi, Yasushi Akutagawa y Kaoru Wada. También publicó el libro Orquestación, un libro sobre teoría musical de 1000 páginas. El gobierno japonés lo condecoró dándole la Orden de la Cultura y la Orden de los Tesoros Sagrados.
Murió en Tokio en el hospital Meguro-Ku el 8 de febrero de 2006 a la edad de 91 años.

## Listado de Obras

### Obras para Orquesta
- Rapsodia Japonesa (1935)
- Triptique Aborigène para orquesta de cámara(1937)
- Sinfonía Concertante para piano y orquesta (1941)
- Ballata sinfónica (1943)
- Obertura a la Nación Filipina (1944)
- Tambores Japoneses  (1951, revised 1984)
- Fantasía Sinfónica No. 1 (1954, revised 1983)
- Sinfonía Tapkaara (1954, revised 1979)
- Rítmica Ostinata para piano y orquesta (1961, revised 1972)
- Ronde in Burlesque para orquesta de alientos (1972, arreglado para orquesta en 1983)
- Concierto para violín No. 2 (1978)
- Lauda concertata para marimba y orquesta (1979)
- Fantasía Sinfónica No. 2 (1983)
- Fantasía Sinfónica No. 3(1983)
- Gotama, el Buda para coro mixto y orquesta (1989)
- Suite Japonesa para orquesta (1991)
- Suite Japonesa para orquesta de cuerdas (1998)

### Música de Cámara o Instrumental
- Suite para Piano (1933)
- Tocatta para guitarra (1970)
- Fantasía para laúd (1980)
- Sonata para violín y piano (1985)
- Ballata sinfónica para kotos(2001)

### Vocal
- Minstrelsis antiguo de las tribus Gilyak (1946)
- Tres canciones de cuna de las tribus nativas de la isla de Sajalín (1949)
- Una cabaña de la península Shiretoko (1960)
- El Mar de Ojotsk para soprano, fagot, piano [o arpa] y contrabajo (1988)

### Música cinematográfica
- Snow Trail (1947)
- La historia de Genji (1951)
- Los niños de Hiroshima (1952)
- Hiroshima (1953)
- Vida de una mujer (1953)
- Gojira (1954)
- Sora no Daikaijū Radon (1956)
- The Mysterians (1957)
- Daikaijū Varan (1958)
- The Big Boss (1959)
- Battle in Outer Space (1959)
- Zatōichi (1962)
- King Kong vs. Godzilla (1962)
- Atragon (1963)
- Mothra vs. Godzilla (1964)
- Dogora the Space Monster (1964)
- San Daikaijū: Chikyū Saidai no Kessen (1964)
- Frankenstein vs. Baragon (1965)
- Kaijū Daisensō (1965)
- Daimajin (1966)
- The War of the Gargantuas (1966)
- Wrath of Daimajin (1966)
- Return of Daimajin (1966)
- King Kong Escapes (1967)
- Kaijū Sōshingeki (1968)
- Latitude Zero (1969)
- Space Amoeba (1970)
- Chikyū Kogeki Meirei Gojira tai Gaigan (1972)
- Mechagodzilla no Gyakushū (1975)
- Godzilla vs. King Ghidorah (1991)
- Godzilla vs. Mothra (1992)
- Godzilla vs. Mechagodzilla II (1993)
- Godzilla vs. Destoroyah (1995)